# Аналітична множина
Аналіти́чна множина — це множина спільних нулів скінченної сім'ї аналітичних функцій.

## Загальний опис
Для області {\displaystyle B\subset \mathbb {C} ^{m}} розглянемо пучок {\displaystyle {\mathcal {O}}={\mathcal {O}}_{B}} голоморфних функцій.
Множина спільних нулів {\displaystyle A=\{z\in B\mid f_{1}(z)=\dots =f_{q}(z)=0\}} сім'ї функцій {\displaystyle (f_{i})}, голоморфних на {\displaystyle B}, називається аналітичною множиною.
Вона може бути оснащена пучком {\displaystyle ({\mathcal {O}}_{B}/{\mathcal {I}}_{A})|_{A}}, де {\displaystyle {\mathcal {I}}_{A}} - когерентний пучок ідеалів, що з відкритою підмножиною {\displaystyle V\subset B} пов'язує {\displaystyle {\mathcal {I}}_{A}(V)=\{f\in {\mathcal {O}}_{B}(V)\mid f(A\cap V)=0\}}.

## Когерентні пучки модулів
Пучок модулів {\displaystyle {\mathcal {M}}} над пучком комутативних кілець {\displaystyle {\mathcal {R}}} називається когерентним, якщо (a) {\displaystyle {\mathcal {M}}} - скінченного типу (локально існують епіморфізми {\displaystyle {\mathcal {R}}^{p}\to {\mathcal {M}}}, {\displaystyle p\in \mathbb {N} }); (b) для довільної відкритої підмножини {\displaystyle U\subset X} ядро довільного морфізма {\displaystyle {\mathcal {R}}^{q}|_{U}\to {\mathcal {M}}|_{U}} має скінченний тип.
Сам пучок {\displaystyle {\mathcal {R}}} називається когерентним, якщо він когерентний як пучок модулів над собою.
З довільним когерентним пучком ідеалів {\displaystyle {\mathcal {I}}\subset {\mathcal {O}}_{B}} пов'язується аналітична множина {\displaystyle A=\{z\in B\mid \forall } околу {\displaystyle V\ni z\;\forall f\in {\mathcal {I}}(V)\;f(z)=0\}}, оснащена когерентним пучком {\displaystyle \mathbb {C} }-алгебр {\displaystyle ({\mathcal {O}}_{B}/{\mathcal {I}})|_{A}}.
Маємо {\displaystyle {\mathcal {I}}\subset {\mathcal {I}}_{A}=\mathrm {rad} \,{\mathcal {I}}}, де радикал пучка ідеалів {\displaystyle {\mathcal {I}}} визначається як пучок ідеалів {\displaystyle \mathrm {rad} \,{\mathcal {I}}}, стебло якого над {\displaystyle x\in B} - це {\displaystyle (\mathrm {rad} \,{\mathcal {I}})_{x}=\mathrm {rad} ({\mathcal {I}}_{x})=\{f\in {\mathcal {O}}_{x}\mid \exists \,n\in \mathbb {N} \;f^{n}\in {\mathcal {I}}_{x}\}}.